# 工人阶级硬骨头
《工人阶级硬骨头》，原名《五好红旗手之歌》，希扬词，瞿维曲，创作于1964年春。刘秉义曾多次演唱该歌曲。该曲可以作为独唱、合唱两种形式传唱。

## 大事记
- 1963年，时任中共中央副主席、中国国家主席的刘少奇建议音乐工作者要深入到工人生活中去，写出一批短小精悍且能反映工人思想面貌的歌曲来鼓舞工人们的建设热情。[2]
- 1964年春，中国音乐家协会组织了一个词曲作者小组，于1964年春在大庆油田，一面深入生活，一面探讨写作工人歌曲中的问题。该曲既是在这样的背景下诞生的。

## 其他相关

### 外文译名
- 法語：

## 同背景歌曲
- 我为祖国献石油